# Bernard Salignac
Pour les articles homonymes, voir Salignac.
Bernard Salignac, ou Bernardus Salignacus, parfois Salinianus, en anglais Salignacke, est un mathématicien bordelais de la seconde moitié du XVIe siècle, fabricant d'instruments, élève de Pierre de La Ramée, qui explicita les usages de la lettre "l" pour désigner la racine carrée. On lui prête parfois une lettre de François Rabelais, destinée à Érasme. Licencié en droit, connu de Chastellier, Clavius et Vossius, il se réclamait de Balthasar Guerlach dont il avait été un condisciple.

## Œuvres
- Mesolabii expositio. in-quarto publié Apud Artusium Calvinum, à Genève, en 1574.
- Tractatus arithmetici partium et alligationis. in-quarto publié à Francfort en 1575.
- Régula Vert, publié à Heidelberg, 1578
- Arithmeticae libri duo, et Algebrae totidem, cum demonstrationibus. Francfort, 1580.
- Rudiment a Graca, pracipue ex Rami Grammaticis, imprimé à Francfort 1580.
- Algebrae Libri. 1591
- Arithmeticae iibri duo et algebrae totidem, cum demon-strationibus.  Francfort. 1593

Il fut réédité à London en 1616, et à Amsterdam par  William Bedwell  sous le titre :  The principles of arithmeticke  methodically digested, and by short and familiar examples illustrated and declared: Together with the art of allegation: first written in Latine by Bernard Salignacke, and now Englished by William Bedwell  Printed by Richard Field dwelling in Great Woodstreet, London

## Sources
- (en) Florian Cajori : A History of Mathematical Notations - Vol I page 365.
- (en) libraire du merton collège catalogue.
- Prosper Marchand, Jean Nicolas Samuel Allamand : Dictionaire historique page 182
- Romano Antonella : Du Collège romain à La Flèche : problèmes et enjeux de la diffusion des mathématiques dans les collèges jésuites (1580-1620) page 603